# Casa Sanllehí
Casa Sanllehí és un edifici del municipi de Castelló d'Empúries (Alt Empordà) inclòs en l'Inventari del Patrimoni Arquitectònic de Catalunya.

## Descripció
Situada dins l'antic nucli emmurallat de la població, dins dels límits de l'antiga aljama jueva de Castelló, formant cantonada entre els carrers de Sant Francesc i dels Jueus.

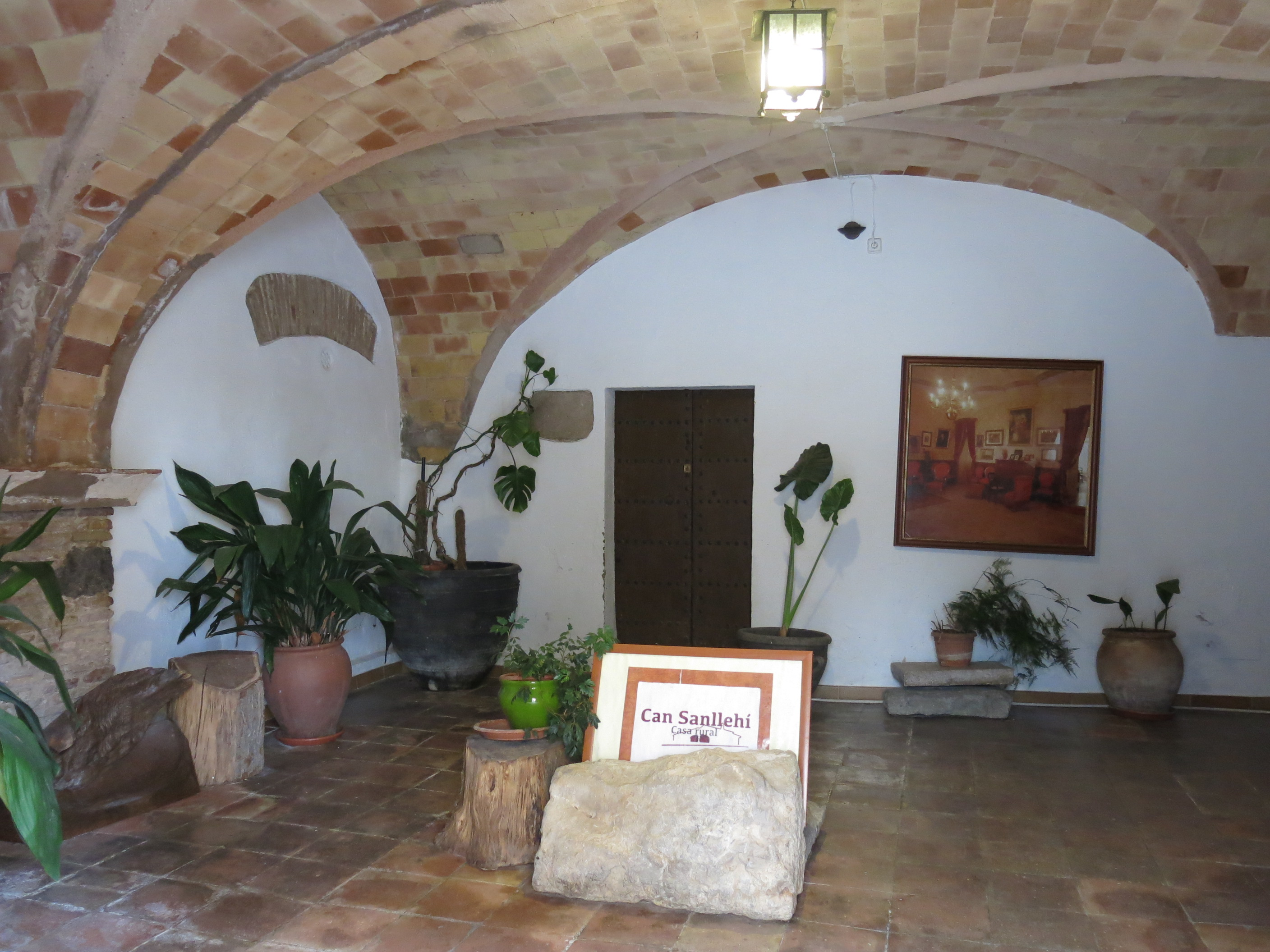
Vestíbul

Edifici de planta en forma de L estructurat en tres crugies perpendiculars a la façana principal, distribuïdes al voltant d'un pati que ocupa la cantonada sud-est de la finca. Consta de planta baixa, planta pis i golfes. El vestíbul d'entrada està cobert amb voltes d'aresta de maó sustentades per pilastres. S'observa una antiga obertura d'arc rebaixat de maó, actualment tapiada. L'escala d'accés als pisos superiors està situada a la dreta del vestíbul i és de quatre trams. La primera planta compta amb una gran terrassa a la part posterior que dona accés al jardí mitjançant unes escales. La resta d'estances de la planta estan situades a la crugia principal. Destaca la gran sala, amb coberta de volta rebaixada sobre petxines, profusament decorada, de la mateixa manera que la majoria d'habitacions de la planta. La façana principal presenta un aparell combinat. A la planta baixa, la fàbrica és de paredat mentre que la resta de plantes tenen la façana arrebossada i pintada, fruit de l'última rehabilitació de l'edifici. Les obertures són rectangulars, amb els brancals i les llindes de pedra treballada. A la planta baixa s'observen les restes tapiades d'un antic portal de mig punt amb fàbrica de maons i d'una finestra d'arc rebaixat també de maons. A la primera planta s'obre un balcó adovellat, alineat amb el portal d'accés actual, i un altre finestral rectangular amb sortida a un balcó corregut que fa cantonada amb el carrer dels Jueus. Les obertures de les golfes són finestres quadrades d'arc rebaixat bastides amb maons disposats a sardinell. La façana que dona al carrer dels Jueus presenta un aparell de carreus ben treballats que puja fins al nivell de la planta golfes. Les obertures de la planta baixa són finestres quadrades i adovellades. A la primera planta hi ha l'altre finestral rectangular que dona accés al balcó corregut, el qual presenta la llinda plana de pedra, i dues finestres quadrades sense dovelles. Al pis superior segueix la mateixa tipologia de finestres de maó que a la façana principal. Interiorment, la casa Sanllehí és excepcional donat que la majoria d'estances de la primera planta compten amb els sostres decorats amb motius florals o geomètrics i els forjats de paviment hidràulic de mosaic amb el mateix tipus de decoració. Destaca la sala gran, amb mobiliari, revestiments i acabats del segle xix.

## Història
Sembla que aquesta casa fou construïda sobre restes medievals, en concret del període baixmedieval. Es creu que podia haver estat la primera sinagoga o escola de la comunitat jueva de Castelló d'Empúries. Durant el segle xiv, el barri de la comunitat jueva creix i es funda una nova sinagoga al carrer de les Peixateries Velles. Posteriorment, amb els conflictes iniciats a finals de segle, la comunitat retorna al seu nucli original del barri del puig de l'Eramala i, la que havia estat primera sinagoga, recupera la seva funció a partir de l'any 1442 fins a l'expulsió dels jueus el 1492.

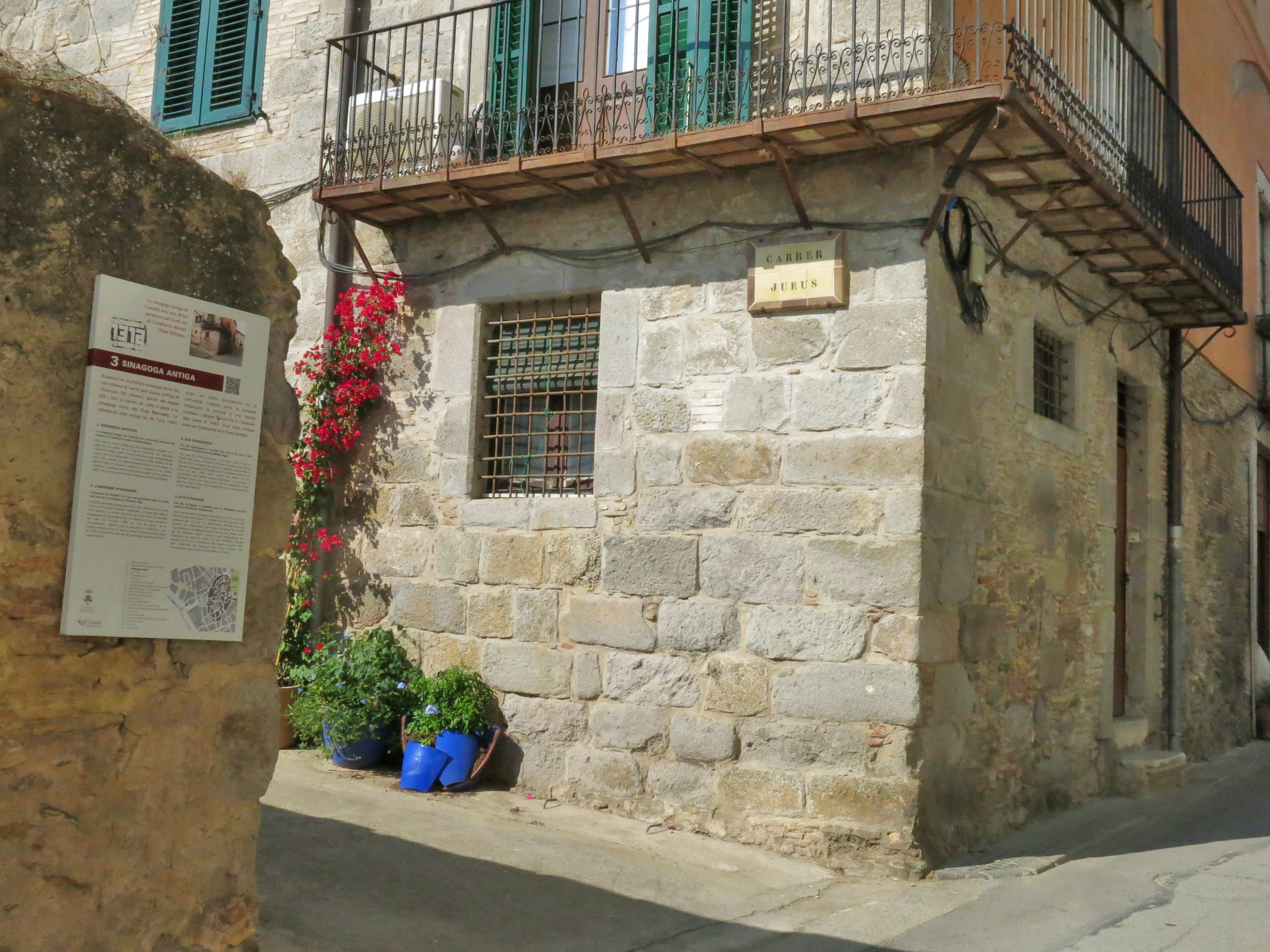
Angle del carrer dels Jueus i plafó informatiu sobre la sinagoga antiga

Pel que fa al passadís soterrani sota el carrer dels Jueus, cal destacar que quan l'estany de Castelló ocupava gran part del terme, les aigües arribaven fins a aquest pas. Sembla que a la casa hi vivia llavors un mercader que sortia per aquest túnel per accedir a la seva barca, amb la que comerciava per les costes catalanes.
A principis del segle xix, segons el repartiment de contribuents de l'any 1800 a la vila de Castelló, la casa pertanyia a Joan Casadevall, amb important patrimoni dins del terme. El darrer hereu d'aquesta família tenia una gran amistat amb la família Garrigoles-Suro, de tal manera que va deixar la casa en herència a un dels seus membres, Dª Paca. A partir d'aquest moment, a la casa se la va conèixer com a "Ca les Paques".
Actualment, la casa pertany a Carme i Xavier Sanllehí i Brunet, hereus de Mª Teresa Brunet i Mayor, filla del periodista i distingit escriptor Manuel Brunet.